# 后山苗族布依族乡
后山苗族布依族乡是中华人民共和国贵州省遵义市仁怀市下辖的一个民族乡。

## 行政区划
后山苗族布依族乡下辖以下村级行政区划单位：
新山村、白云村、陇岗村和田兴村。